# Gábor Horváth (kajakarz)
Gábor Horváth (ur. 15 listopada 1971 w  Budapeszcie), węgierski kajakarz. Wielokrotny medalista olimpijski.
Wielokrotnie stawał na podium mistrzostw świata i Europy. Największe sukcesy odnosił w czwórce. W Atlancie na dystansie 1000 m zdobył srebro. Cztery lata później nowa osada Zoltán Kammerer, Horváth, Botond Storcz, Ákos Vereckei zwyciężyła w Sydney. W Atenach czwórka w niezmienionym składzie obroniła tytuł mistrzowski. 

## Starty olimpijskie (medale)
Atlanta 1996
- K-4 1000 m - srebro

Sydney 2000
- K-4 1000 m - złoto

Ateny 2004
- K-4 1000 m - złoto